# Krumsjögurkor
Krumsjögurkor (Ypsilothuriidae) är en familj av sjögurkor som beskrevs av Heding 1942. Krumsjögurkor ingår i ordningen Dactylochirotida, klassen sjögurkor, fylumet tagghudingar och riket djur.
Familjen innehåller bara släktet Echinocucumis. Krumsjögurkor är enda familjen i ordningen Dactylochirotida.